# Sestre Brontë
Sestre Brontë dio su književne obitelji iz sjeverne Engleske iz 19. stoljeća. Sestre, Charlotte (1816. – 1855.), Emily (1818. – 1848.) i Anne (1820. – 1849.), poznate su pjesnikinje i spisateljice romana. Kao i mnoge suvremene spisateljice, svoje su pjesme i romane izvorno objavljivale pod muškim pseudonimima: Currer, Ellis i Acton Bell. Njihove priče privukle su pažnju svojom strašću i originalnošću odmah nakon objavljivanja. Roman „Jane Eyre” Charlotte Brontë prvi je doživio uspjeh, dok su „Orkanski visovi” Emily Brontë, „Stanarka napuštene kuće” Anne Brontë i druga djela kasnije prihvaćena kao remek-djela književnosti.
Tri sestre i njihov brat Branwell (1817. – 1848.) bili su vrlo bliski. Kao djeca, razvijali su svoju maštu prvo kroz usmeno pripovijedanje i igru, smještenu u zamršeni svijet mašte, a zatim kroz zajedničko pisanje sve složenijih priča smještenih u njihov izmišljeni svijet. Smrt njihove majke i dviju starijih sestara obilježila ih je i duboko utjecala na njihovo pisanje, kao i njihovo izolirano odrastanje. Također su odrasli u religioznoj obitelji. Rodno mjesto Brontë u Thorntonu mjesto je hodočašća, a njihov kasniji dom, župni dvor u Haworthu u Yorkshireu, sada „Brontë Parsonage Museum”, ima stotine tisuća posjetitelja svake godine.
Njihov otac Patrick Brontë, primljen je na ekskluzivno englesko sveučilište Cambridge 1802., zaređen je za pastora 1806. i 1812. oženio je Mariju Branwell, autoricu pjesama i vjerskih tekstova. U braku je rođeno šestero djece: Maria, Elizabeth, Charlotte, Branwell, Emily Jane i Anne. Dvije najstarije kćeri, Maria i Elizabeth umrle su od tuberkuloze u dobi od jedanaest odnosno devet godina, nakon nekoliko mjeseci provedenih u vjerskom pansionu Cowan Bridge, školi za kćeri svećenika koja će godinama kasnije biti opisana kao "Škola Lowood" u Charlotteinom romanu, „Jane Eyre”.
I ostala djeca Brontë umrli su u mladoj dobi: Branwell, čovjek značajnog talenta, ali žrtva duboke depresije pogoršane alkoholizmom i zlouporabom opijuma, bio je žrtva krize delirium tremensa, (iako potvrda liječnika navodi "bronhitis" kao uzrok smrti). Emily, bolesna od tuberkuloze u terminalnoj fazi, umrla je tri mjeseca kasnije, 19. prosinca 1848., a šest mjeseci kasnije Anne, 28. svibnja 1849., koja je umrla nakon što uzalud otišli sa Charlotte u primorski grad Scarborough u nadi da će od toga imati koristi za njeno zdravlje. Jedina preživjela, Charlotte, uspjela je dovršiti tri romana i urediti drugo izdanje djela dviju sestara, za koje je napisala kratku biografiju. Charlotte Brontë umrla je u dobi od trideset devet godina, 31. ožujka 1855., nedugo nakon udaje za koadjutora očeve župe, vjerojatno zbog komplikacija uzrokovanih trudnoćom.